# ريجينا فليساروفا
ريجينا فليساروفا (بالانجليزية: Regina Fleszarowa) (28 مارس عام 1888 - 1 يوليو عام 1969)، عالمة جغرافيا وجيولوجيا بولندية، شاركت في قضايا حقوق المرأة وشغلت منصب عضو مجلس الشيوخ في الجمهورية البولندية الثانية بين عامي 1935 و 1938. درست فليساروفا في جامعة باريس في عام 1913 وحصلت على أول درجة دكتوراه في العلوم الطبيعية تُمنح لامرأة بولندية. اشتُهرت بكونها رائدة في وضع حجر الأساس للبحث في علوم الأرض في بولندا إذ نشرت أكثر من 100 ورقة عمل حول الجغرافيا والجيولوجيا في البلاد. تُعتبر قائمة المراجع الخاصة بها والمكونة من خمسة مجلدات حول تاريخ علوم الأرض في بولندا من أعظم إنجازاتها. حصلت فليساروفا على راية الدرجة الأولى من وسام العمل في عام 1960.

## مهنتها
ابتداءً من عام 1912، ألقت دانيس محاضرات حول الطوبولوجيا ونشطت في جمعية الرماة البولندية، بالإضافة إلى فيالق النساء. بدأت حياتها المهنية في عام 1913 بالعمل مع رومر، الذي كان أستاذًا في جامعة لفيف الوطنية، حيث عملت على تجميع المعلومات عن مستويات هطول الأمطار في الغلاف الجوي في مواقع مختلفة في جميع أنحاء بولندا. أثناء عملها مع رومر، التقت بزميل لها وهو عالم جيولوجيا يُدعى ألبين فليسزار، الذي تزوجته لاحقًا. نشرت دانيس بالتعاون مع رومر النتائج التي توصلا إليها في وارسو عام 1913. انتقلت إلى زكوين في حوالي عام 1915 وأصبحت نشطة في مجال الصحافة من أجل دعم حقوق المرأة إذ شغلت منصب رئيسة مجلس المرأة البولندية (بالبولندية: Rady Polek) وحضرت الاتفاقيات الأوروبية للمجلس الدولي للمرأة في بروكسل ودوبروفنيك وإدنبرة. تزوجت هي وفيلسزار وأنجبت ابنًا أسمياه ميكزيسلاف ألبين. عمل الزوجان معًا في المسوحات الجيولوجية في جبال كاربات. بعد وفاة زوجها في عام 1916، انتقلت بصحبة ابنها إلى وارسو، حيث عملت لفترة قصيرة في وزارة الإنارة العامة. في عام 1918، ساعدت في تأسيس الجمعية الجغرافية البولندية (بالبولندية: Polskie Towarzystwo Geograficzne, PTG).
في عام 1919، عُينت فليساروفا لمنصب أمين مكتبة المعهد الجيولوجي الوطني في وارسو وحصلت على مجموعة تحوي أكثر من 30،000 مجلد خلال فترة ولايتها، والتي استمرت حتى الحرب العالمية الثانية. واصلت العمل على أبحاثها ونشرت مقالات مثل ستانيسلاف كعالم طبيعة عام 1926 و قائمة الكهوف الوطنية عام 1933 في الصحف الوطنية. بين عامي 1920 و 1939، نشرت فليساروفا 18 نصًا لفهرس الجيولوجيا في بولندا. عملت أيضًا كمحررة لصحيفة زيميا، وهي صحيفة صادرة عن الجمعية الجغرافية التي أُنشأت في عام 1929. طوال حياتها، نشرت فليساروفا أكثر من 100 مقالة عن التاريخ العلمي والجغرافيا في بولندا، بما في ذلك تجميع دراسات العلماء الروس على الأراضي البولندية وجمع المعلومات من خلال استبيانات حول العمل الجيولوجي الذي تم خلال الاحتلال، بالإضافة إلى نشر قاموس السيرة الذاتية لعلماء الجيولوجيا البولنديين.
تم تعيين فليساروفا في عام 1935 للعمل كعضو في مجلس الشيوخ من قِبَل رئيس الجمهورية البولندية. خلال فترة ولايتها، ركزت على التنظيم الرسمي للمساعي العلمية وتوسيع حقوق المواطنين. في عام 1937، كانت أحد منظمي النادي الديمقراطي في وارسو وشغلت منصب نائب الرئيس وحزب التحالف الديمقراطي. انتهت فترة ولايتها في مجلس الشيوخ في عام 1938، ثم أثناء احتلال بولندا، انضمت إلى الحركة السرية للمشاركة مع جيش الوطن. عملت في مجال تطوير المعلومات والدعاية لجيش الوطن ووزعت الخرائط ونشرت الأدبيات وأنشأت مكتب تحرير للكتابات السرية. ساعدت في عمليات إخفاء اليهود في بولندا وقادت اجتماعًا سريًا لأمناء المكتبات وسيّرت عمليات إخفاء أرشيف جمعية أمناء المكتبات البولنديين. غادرت فليساروفا المدينة قبل نشوب انتفاضة وارسو في عام 1944 متجهةً إلى لوبلين للعمل كجهة اتصال مع اللجنة البولندية للتحرير الوطني. في أكتوبر عام 1944، تم تعيينها رئيسة لإدارة المكتبات في وزارة التعليم.
في عام 1945، عملت كمؤسس مشارك في إعادة تنظيم الرابطة النسائية وتم تعيينها للعمل في وزارة الخارجية لصالح حكومة الحزب الديمقراطي. شاركت أيضًا في مؤتمرات السلام التي عُقدت في موسكو وباريس وبوتسدام وبراغ، وكانت واحدة من رسامي الخرائط الذين حددوا الحدود البولندية الغربية. من عام 1945 حتى عام 1948، عملت في مجلس مدينة وارسو. في عام 1951، بدأت العمل في متحف الأرض للأكاديمية البولندية للعلوم. قبل تقاعدها في عام 1958، أعدت قائمة مراجع عن تاريخ علوم الأرض في بولندا، التي غطت من خلالها فترة 200 عام. يُعد هذا العمل «أعظم إنجاز علمي» لها، حيث شملت المراجع معلومات من منتصف القرن الثامن عشر حتى منتصف القرن العشرين ضمن خمسة مجلدات. غطت المجلدات الأولى، التي نُشرت في عام 1957، معلومات القرن العشرين، بالإضافة إلى المجلد الأخير، الذي نُشر في عام 1966، الذي شمل المعلومات حتى نهاية القرن التاسع عشر، وهو يُعتبر موجزًا عن الوثائق الموجودة في السجلات التي نشرها المعهد الجيولوجي البولندي. بسبب تقاعدها قبل نشر المجلد الثاني، عمل محررون آخرون على إكمال النشر.
بعد تقاعدها، واصلت فليساروفا عملها مع الرابطة النسائية وحضرت اجتماعات الأكاديمية البولندية للعلوم ونشرت أعمالًا مثل مواد ودراسات تاريخ العلوم البولندية، إلى جانب دراستين مستفيضتين. غطت إحدى دراساتها عملية تقييم الخريطة الجيولوجية لبولندا التي يبلغ عمرها 200 عام والتي رسمها جيه. إس. جويتارد، وتحدثت في دراستها الأخرى عن مدينة وارسو مثلما تم وصفها في صحيفة ذا فيزيوغرافيك دايري بين عامي 1881 و 1921. في عام 1960، نالت فليساروفا راية الدرجة الأولى من وسام العمل.